# ريتشل أندريسن
ريتشل أندريسن (بالإنجليزية: Rachel Andresen)‏ هي أكاديمية أمريكية، ولدت في 8 أبريل 1907، وتوفيت في 3 نوفمبر 1988.